# 福山市竹ヶ端運動公園
福山市竹ヶ端運動公園（ふくやまし たけがはな うんどうこうえん）は、広島県福山市にある運動公園。
施設は福山市が所有し、公益財団法人福山市スポーツ協会が指定管理者として運営管理を行っている。

## 歴史
1974年、福山市民球場開場。1975年、水泳場開場。1978年、陸上競技場開場。弓道場、庭球場も完備し、水上スポーツセンター（通称ふくやまリヴァマリン）や芦田川漕艇場を隣接している。
野球場は年に数回プロ野球公式戦が行われ、陸上競技場は天皇杯会場として利用されている。1994年アジア競技大会広島大会や1996年ひろしま国体では女子サッカー会場、隣の漕艇場では漕艇競技などに利用された。

## 施設概要
- 福山市民球場
- 福山市竹ヶ端運動公園陸上競技場
- 水泳場
  - 50mプール : 水深1.3m～1.4m、9コース
  - 25mプール : 水深1.0m～1.2m、6コース
  - 幼児用（円形）プール : 水深0.35m～0.40m
- 庭球場
  - コート : 12面、砂入り人工芝
  - 観覧席 : 280人
  - 照明 : 全点灯時700Lx
- 弓道場
  - 近的6人立
  - 敷地面積 : 約1,200m2
  - 建築面積 : 288.82m2

## 近隣施設
- 水上スポーツセンター（通称リヴァマリン）
- 芦田川漕艇場
- 広島県立福山商業高等学校
- 芦田川河口堰

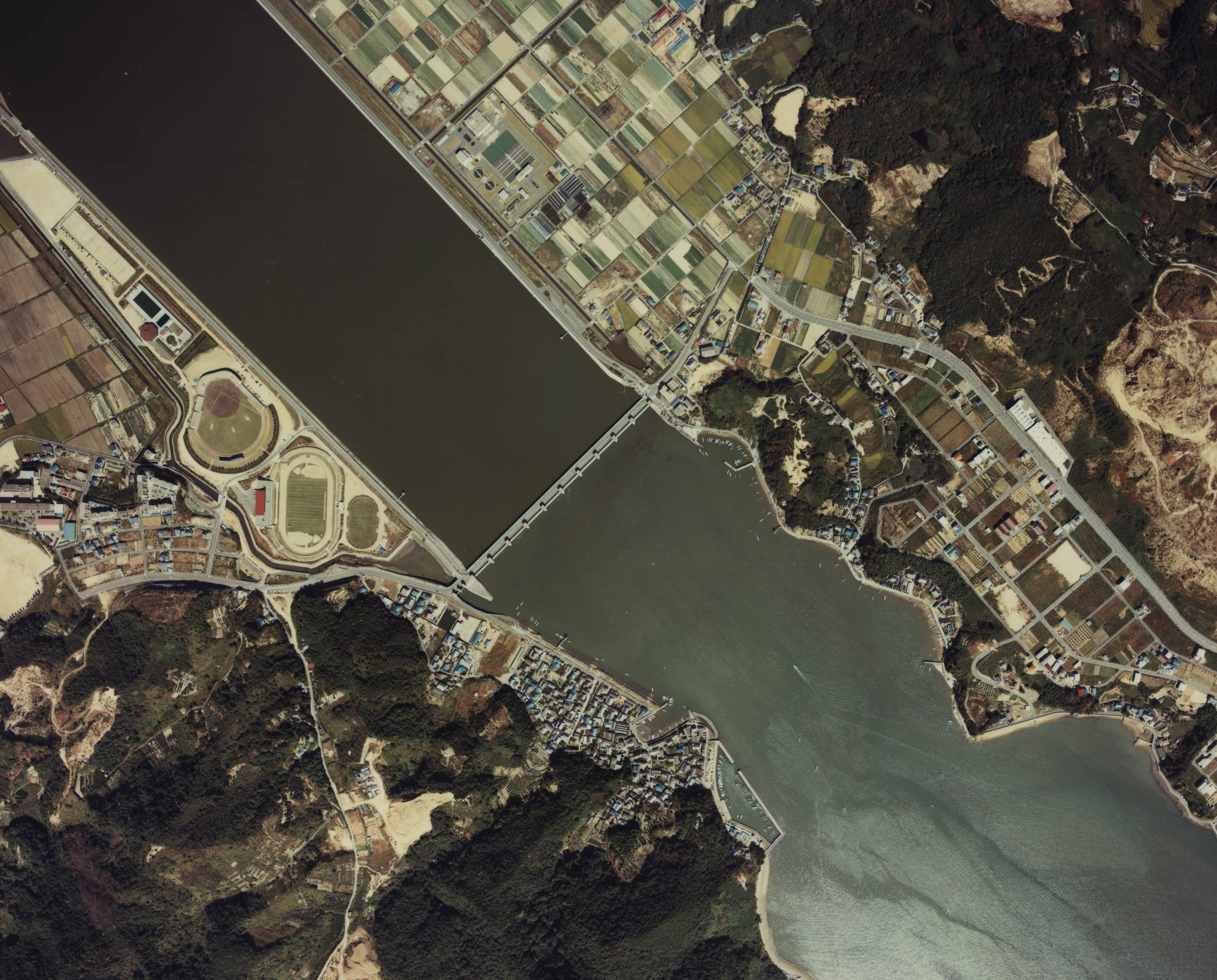
芦田川右岸側にある。
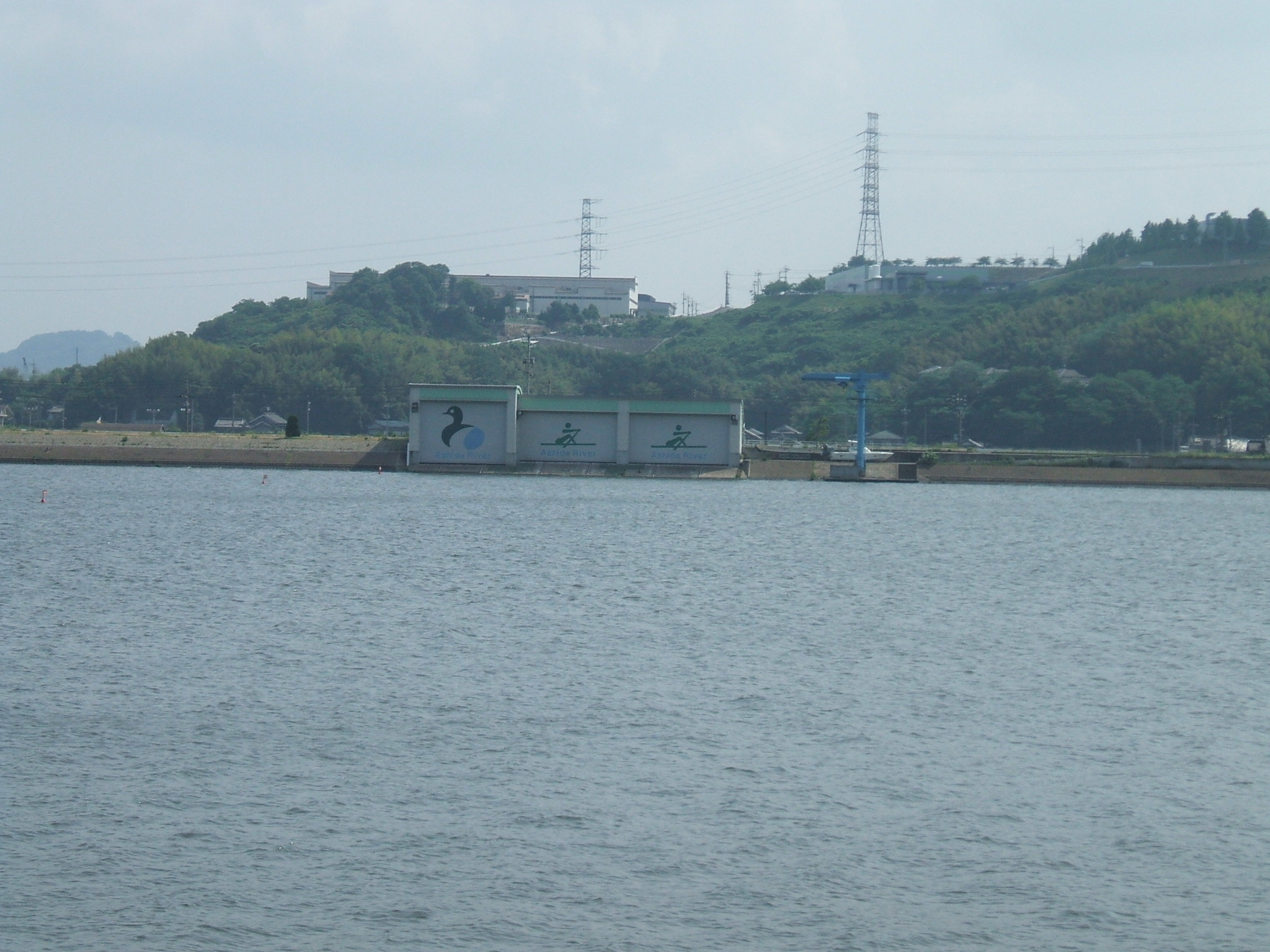
漕艇場。

## 交通
- 福山駅5番バスのりばより鞆鉄道バス51-1号線「運動公園」「竹ヶ端」行で「運動公園」バス停下車後徒歩約1分、または51号線・52号線「鞆の浦」「鞆港」行（三新田経由を除く）で「商業高校入口」バス停下車後徒歩約10分
- 福山駅からタクシー約10分